# Snow (raper)
Snow, właśc. Darrin Kenneth O'Brien (ur. 30 października 1969 w Toronto) – kanadyjski raper oraz aktor. 
Międzynarodową popularność zyskał dzięki utworowi „Informer”. Wydanych zostało sześć albumów Snowa.

## Młodość
Darrin Kenneth O'Brien urodził się 30 października 1969 jako jedno z czterech dzieci irlandzkiego taksówkarza i gospodyni domowej. Po rozwodzie rodziców, był wychowywany samotnie przez matkę. Z powodu słabych wyników został wyrzucony ze szkoły, w młodości był członkiem grupy chuliganów.
Za bójkę przed barem został w 1987 skazany na jeden rok więzienia. Rok później został niesłusznie skazany za usiłowanie dokonania podwójnego zabójstwa w czasie przebywania w pubie na North York. W więzieniu przesiedział 8 miesięcy zanim go zwolniono. Podczas odsiadki napisał parę utworów, wśród których był „Informer”.

## Kariera
Podczas pobytu w Nowym Jorku skontaktował się z raperem MC Shanem, który zapoznał go z producentami muzycznymi Davidem Engiem i Steve'em Salem. Snow podpisał kontrakt z Elektra Records i wydał swój pierwszy album 12 Inches of Snow. Utwór z tego albumu „Informer” stał się międzynarodowym przebojem, zajmując pierwsze miejsca w notowaniach w wielu państwach. Piosenka pobiła dwa rekordy w księdze rekordów Guinnessa, stając się najlepiej sprzedającym singlem reggae w Stanach Zjednoczonych, a także najwyżej położonym singlem z gatunku reggae na liście przebojów.

## Dyskografia

### Albumy
- 1993: 12 Inches of Snow
- 1995: Murder Love
- 1997: Justuss
- 1999: Cooler Conditions
- 2000: Mind on the Moon
- 2002: Two Hands Clapping

### Kompilacje
- 1997: The Greatest Hits of Snow
- 1998: Best Remix of Snow

### Single
- 1992: „Informer”
- 1993: „Girl I've Been Hurt”
- 1993: „Uhh in You”
- 1994: „Si Wi Dem Nuh Know We” (feat. Ninjaman & Junior Reid)
- 1995: „Sexy Girl”
- 1997: „Boom Boom Boogie”
- 1997: „Anything for You (All Star Cast Remix)” (feat. Nadine Sutherland)
- 1999: „Someday Somehow"
- 2000: „Everybody Wants to Be Like You”
- 2000: „Jimmy Hat”
- 2000: „The Plumb Song”
- 2001: „Joke Thing”
- 2001: „Nothin' on Me”
- 2002: „Legal”
- 2003: „That's My Life” (feat. Jelleestone)
- 2008: „Just 4 U” (feat. Kobra Khan)
- 2009: „Adore You”
- 2014 : „Shame (feat. Mykal Rose)”